# スコットランドの国歌

イギリスの構成国。
ENG
WAL
SCO
NIR

現在、スコットランドの国歌（スコットランドのこっか）として公に定められたものはない。しかし、多くの曲が非公式の国歌として使用されている。有名なものでは『スコットランドの花』や『勇敢なるスコットランド』、『スコットランド人よ』がある。
2004年、権限が移譲されたスコットランド議会の法律家らが、スコットランドの国歌を選ぶことはスコットランド議会の法的な権限内であると助言し、これがイギリス議会に留保された事項であるとする意見に反論した
。この判断はいくらかの関心を引き、スコットランド請願委員会へのスコットランド緑の党に支持された請願が付託された。この請願は、「国歌問題」を政治的優先事項であるとみなさず行動をとらない選択をしたスコットランド政府への勧告なしに付託された。スコットランド国歌についての議論を再開しようとするその後の試みもある。

## 現在の運用状況
ほとんどの国際スポーツ競技会では『スコットランドの花』が国歌として使用されている。これらスポーツイベントにはサッカースコットランド代表とラグビーユニオンスコットランド代表も含まれる。2010年のコモンウェルスゲームズではスコットランドの勝利の曲として『勇敢なるスコットランド』に替えて使用された。

## 国歌の候補
2006年6月に、ロイヤル・スコティッシュ管弦楽団がオンライン世論調査をウェブサイトで行い、スコットランド国歌に相応しい曲をウェブサイト閲覧者に尋ねた。1万を超える投票のうち『スコットランドの花』が41%の得票率で第1位となり『勇敢なるスコットランド』が29%で第2位と続いた。
| 曲                          | 投票率 (%) |
| --------------------------- | ---------- |
| 『スコットランドの花』      | 41%        |
| 『勇敢なるスコットランド』  | 29%        |
| 『ハイランド大聖堂』        | 16%        |
| "A Man's A Man for A' That" | 7%         |
| "Scots Wha Hae"             | 6%         |

他に提案された曲にはロバート・バーンズの『オールド・ラング・サイン』やハーミッシュ・ヘンダーソンの 『自由が汝のもとに来れることを（"Freedom Come-All-Ye"）』があった。これらの曲の両方とも、それぞれ18世紀から20世紀に、スコットランド語で書かれたものである。もう1つの提案は1902年に発表された『スコットランドのアザミ (The Thistle o' Scotland)』である。これはもともとスコットランドゲール語で作曲されていたが、スコットランド語に翻訳された。

## 将来の議論
『スコッツマン』紙による報道にもかかわらず、スコットランド議会は国歌問題に関する議会討論を開いていない。Holyrood's Enterprise Committeeはスコットランド国民党議員マイケル・マセソンからのこの件に関する動議を否定している。